# Boris Kidrič
Boris Kidrič (Viena, 10 d'abril de 1912 - Belgrad, 11 d'abril de 1953) va ser un polític i revolucionari eslovè que va ser un dels principals organitzadors dels partisans eslovens, la resistència eslovena contra l'ocupació de l'Alemanya nazi i la Itàlia feixista, després de l'Operació Barba-roja el juny de 1941. Es va convertir en el líder de facto del Front d'Alliberament del Poble Eslovè. Com a tal, va tenir un paper crucial en la lluita d'alliberament antifeixista a Eslovènia entre 1941 i 1945. Després de la Segona Guerra Mundial va ser, juntament amb Edvard Kardelj, un destacat polític eslovè a la República Federal Socialista de Iugoslàvia.

## Biografia
Kidrič va néixer a Viena, llavors capital de l'Imperi Austrohongarès. Era fill de la destacada crítica literària liberal eslovena France Kidrič.
A principis de la dècada del 1930, Kidrič va ser reclutat pel comunista Vlado Kozak per a unir-se al Partit Comunista de Iugoslàvia. Aviat va assolir alts càrrecs polítics a la província de Drava Banovina i va ser un dels fundadors del Partit Comunista d'Eslovènia el 1937. A més de Milovan Đilas i Ivan Milutinović, Kidrič va ser un dels principals exponents de la política dels lijeva skretanja («errors d'esquerres»).
Després del final de la Segona Guerra Mundial, el Consell d'Alliberament Nacional Eslovè el va nomenar primer president del govern de la República Socialista d'Eslovènia. Es va convertir en membre del Politburó iugoslau el 1948, i va estar al capdavant de l'economia iugoslava des de 1946 fins a la seva mort.
Va rebre l'Orde de l'Heroi Popular, l'Orde de l'Heroi del Treball Socialista, l'Orde de l'Alliberament del Poble i la Medalla Commemorativa dels Partisans de 1941. L'Institut Nacional de Química de Ljubljana va portar el seu nom i fins al 1990 i el principal premi als èxits científics a Eslovènia es va anomenar Premi Kidrič.
Entre les condecoracions estrangeres va rebre l'Orde de Kutúzov de la Unió Soviètica, l'Orde de la República Hongaresa, l'Orde de la Llibertat del Poble Búlgar i la Creu Partisana Polonesa. Després de la seva mort, la localitat d'Eslovènia oriental de Strnišče va ser rebatejada com a Kidričevo en el seu honor. L'any 1959 es va erigir un gran monument en homenatge davant de l'Oficina del Govern d'Eslovènia a Ljubljana, on encara es conserva malgrat algunes protestes de grups anticomunistes i víctimes de la persecució comunista. L'Institut de Física, prop de Belgrad, va ser rebatejat en el seu honor.